# Henri Bisson
Pour les articles homonymes, voir Bisson.
Henri Bisson (11 juin 1902 à Mayenne - 29 mars 1988 à Laval) est un dirigeant français de football et chef d’entreprise d’une bonneterie lavalloise. Il est le président historique du Stade lavallois, qu'il dirige de 1947 à 1986. En 1976 il est élu dirigeant de l'année par le magazine France Football. Il est fait officier de la Légion d'Honneur en 1987.
Il est le fils d’Henri Paul Bisson (1876-1904) et d’Henriette Jeanne Léontine Chevrinais (1883-1958). Son père décédant prématurément, il fut élevé auprès de la famille Doux à Gorron en Mayenne, époux de sa maman d’un deuxième mariage. La famille Doux était pépinériste.  

## Biographie

### Débuts
Né à Mayenne en 1902, Henri François Jean Bisson est issu d'une longue filiation laïque. Son père Henri-Paul Bisson est instituteur-adjoint à Mayenne en 1902, puis instituteur à Gorron. 
Sa mère est Henriette Chevrinais, institutrice, directrice de l'école maternelle de Gorron. Il est élevé à Gorron par son beau-père M. Doux.
Il passe toute sa jeunesse en Mayenne fréquentant notamment le collège d'Ernée. Il signe sa première licence sportive en 1915, mais n'a jamais joué au football.
En 1921, il effectue son service militaire à Constantinople. Libéré de ses obligations militaires, il revient en France. Pendant 11 années, interrompant la filiation laïque du métier d'instituteur, il est représentant avant d'ouvrir à Laval en 1932 une industrie de bonneterie qu'il dirigera jusqu'en 1978.

### Stade lavallois
D'abord supporter du Stade lavallois, il en devient le fabricant de maillots pendant la Seconde Guerre mondiale, ce qui lui vaut en 1945 une élection au comité directeur du club, alors présidé par le docteur Francis Le Basser. Il est élu président de la section de football du Stade lavallois omnisports à la mort d'Eugène Brault, le 16 octobre 1947. Ses relations furent homériques et rivales avec l'abbé Hervé Laudrin (qui dirigeait le CEP Lorient) au sein de la LOFA.
Il est élu président du comité directeur du Stade lavallois en mai 1974 à la suite du décès de Francis Le Basser, tout en conservant ses fonctions de président de la section football.
« Je suis le petit président d'un petit club d'une petite ville et d'un petit département. »

Henri Bisson, à Roger Rocher, président de l'AS Sant-Étienne
En 30 ans, il fit gravir à cette équipe de football, tous les échelons de la hiérarchie, l'amenant de la promotion d'honneur de la Ligue de l'Ouest jusqu'à la Coupe d'Europe en 1983. Il a mené « son Stade » comme une affaire personnelle, en patron de choc. Obstiné, mais pas entêté au point d'être aveuglé par ses idées, il a su s'entourer, dialoguer et se débrouiller dans un écheveau politique assez complexe. Laïque convaincu, ce « miracle lavallois », expression qui lui déplaisait est d'abord dû à son talent, un étrange mélange d'autoritarisme, parfois de despotisme, d'orgueil, de rouerie, mais aussi d'une fidélité à des principes et des valeurs humaines. Conscient du facteur humain, il n'hésita pas parfois à dépasser les préjugés pour s'attacher les services d'un joueur, par exemple Raymond Keruzoré.
En 1976, le Stade lavallois doit quitter le statut de club amateur pour celui de club professionnel. Son arrivée parmi l'élite du football hexagonal suscite beaucoup de curiosité et de scepticisme. Les décisions sportives sont effectuées par l'entraineur Michel Le Milinaire dont la voix est prépondérante, mais sont toujours l'objet d'une discussion avec Henri Bisson et les dirigeants qui l’entourent dont parmi eux Louis Béchu et l'ancien joueur professionnel Henri Mauduit, parfait connaisseur du milieu du football. Bisson aime être sur le banc de touche, mais sans jamais se mêler du domaine sportif et du travail de l’équipe.
D'une longévité remarquable, il assiste du banc de touche, à 81 ans, à l'exploit que réalise son équipe en 1983 en Coupe de l'UEFA lors de la double confrontation avec la grande équipe du Dynamo Kiev de Blokhine et Zavarov.

### Monde industriel, associatif et culturel
Homme intelligent, distingué et érudit, son action ne se limitait pas au sport, elle s'étendait au monde industriel, associatif et culturel. Président-directeur général d'une entreprise de bonneterie-mercerie en gros à Laval, il fut, de janvier 1968 à avril 1984, administrateur de l'URSSAF, élu sur une liste du CNPF représentant les employeurs et les travailleurs indépendants. De 1973 à 1984, il siège au conseil d'administration de l'Hôpital de Laval où il représente la caisse primaire d'assurance maladie (CPAM). Président de la Fédération des œuvres laïques de la Mayenne du 11 avril 1951 au 26 mars 1969, vice-président des Pupilles de l'enseignement public et du Comité départemental de La Jeunesse au plein air, il était officier de la Légion d'honneur (1987).
Accueilli d'abord avec condescendance par la Ligue Nationale de Football (devenue LFP), il a fini par devenir membre de son conseil d'administration, jusqu'à sa mort en 1988. Son franc-parler ne manquait pas de bon sens. Il était écouté. Le 28 mai 1985, il annonce qu'il ne souhaite pas voir son mandat renouvelé, et devient président d'honneur de la section football, tout en restant président du Stade lavallois omnisports jusqu'en 1986. Il a suivi avec attention l'évolution des mœurs et des pratiques du football, l'escalade des salaires, qui fit revenir son club après sa mort en division inférieure.
En 1989, la partie orientale de la rue Jeanne-d'Arc, où se situe le siège du Stade lavallois, est renommée place Henri-Bisson.

## Distinctions personnelles
- Officier de la Légion d'honneur (1987) ; chevalier en 1954
- Officier de l'ordre national du Mérite[Quand ?]
- Commandeur de l'ordre des Palmes académiques (1970)

Henri Bisson est fait chevalier de la Légion d'honneur en 1954, puis promu officier en avril 1987. Il reçoit sa distinction à Laval le 12 juin 1987, des mains de Jean Sadoul, président de la Ligue Nationale de Football. Il est également commandeur de l'ordre des Palmes académiques et officier de l'ordre national du Mérite.
Il est élu dirigeant de l'année 1976 par le magazine France Football. En mars 2021, l'hebdomadaire le placera en 23e position du classement des plus grands présidents de l'histoire de la Ligue 1.